# Pierre de Ségur-Dupeyron
Pour les articles homonymes, voir Ségur (homonymie) et Dupeyron.
Pierre de Ségur-Dupeyron, mort le 8 avril 1869 à Anvers, est un diplomate français.

## Biographie
Entré en 1824 au ministère de l’Intérieur, Ségur-Dupeyron a été, lors de la création du ministère du Commerce, en 1831, attaché à ce dernier département et chargé, comme inspecteur des établissements sanitaires de France de 1835 à 1860, de nombreuses missions en Grèce, en Orient et dans les États barbaresques. L’étude spéciale qu’il avait faite, pendant cette première période de sa carrière, des questions économiques intéressant le développement des relations commerciales de la France avec les pays étrangers, l’avait préparé à l’exercice des fonctions consulaires auxquelles il a été appelé en 1848.
Après avoir dirigé le consulat général de France à Bucarest, il a été successivement en poste aux consulats de Damas et de Belgrade. Les services qu’il a rendus dans ces différents postes l’ont désigné, en 1855, pour les fonctions de consul général à Varsovie, qu’il a rempli dans des circonstances difficiles. C’est, à la suite de cette mission qu’il a été nommé au consulat général d’Anvers, où il est mort en poste, après 45 années de services dans l’administration, des suites d’une angine de poitrine.
En juillet 1829, il a fondé, avec Prosper Mauroy, La Revue des Deux-Mondes, éditée par François Buloz, pour donner une tribune aux idées en France en relation avec les autres pays d'Europe et avec le continent américain en particulier, revue qui existe toujours, ce qui en fait une des plus anciennes publications périodiques encore en activité en France. Dans les dernières années de sa vie, il avait entrepris la publication d’une Histoire des négociations commerciales et maritimes des règnes de Louis XIV et de Louis XV, dont il réunissait depuis longtemps les matériaux. Il était officier de la Légion d’honneur.

## Publications
- Des quarantaines et des pertes qu'elles occasionnent au commerce, mémoire présenté à l'Académie des sciences, Paris, Mme Huzard, 1833, 38 p. ; in-8°.
- Rapport adressé à S. Exc. le ministre de l'agriculture et du commerce sur des modifications à apporter aux règlements sanitaires, Paris, Impr. nationale, 1839, 147 p. ; 22 cm.
- Mission en Orient, rapport adressé à Son Excellence le ministre de l'agriculture et du commerce, Paris, Impr. royale, 1846, 1 vol. (149 p.-[2] p. de pl.) : tableaux ; in-8
- Histoire des négociations commerciales et maritimes de la France aux XVIIe et XVIIIe siècles, considérées dans leurs rapports avec la politique générale, Paris, E. Thorin, 1867-1873, 3 vol. (III-525, 520, 655 p.) ; 22 cm.